# Yeşilyurt, Muğla
Yeşilyurt là một thị trấn thuộc thành phố Muğla, tỉnh Muğla, Thổ Nhĩ Kỳ. Dân số thời điểm năm 2011 là 2.514 người.